# 孫承祿
孙承禄（？—1610年），字元功，號韋涵，順天府四夷館籍，南直隶苏州府长洲县人，明朝政治人物。

## 生平
万历四年（1576年）丙子科順天乡试舉人，三十二年（1604年）甲辰科进士，都察院觀政，初授德清知县，三十五年改南安府教授，三十七年升國子監助教，三十八年卒。

## 家族
曾祖孫文源。祖父孫悌。父孫孝祖，贈中宪大夫。